# Lagunage

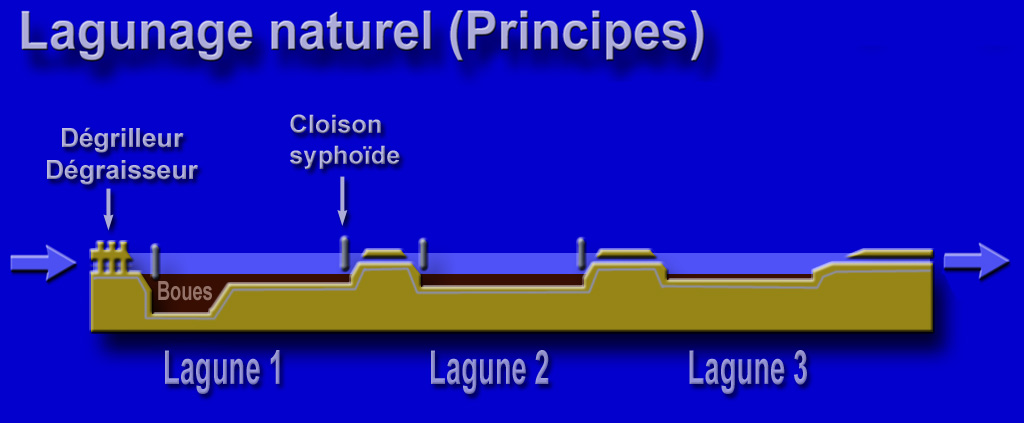
Schémas de lagunage naturel.

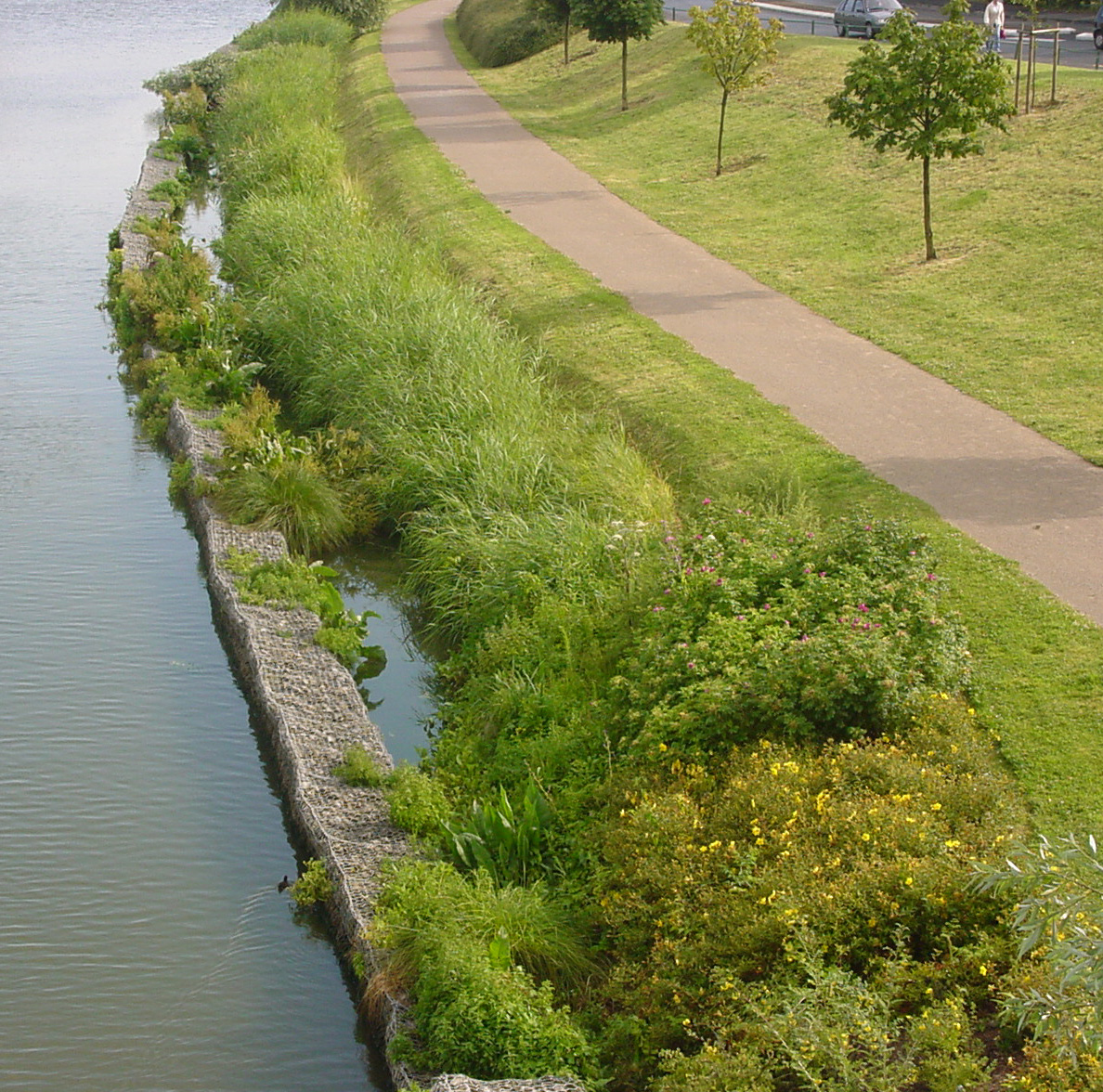
Le lagunage peut aussi être linéaire et avoir vocation de corridor biologique (utilisant un fossé ou ici une berge de canal, en bordure de la Deûle, en aval de Lille). Réalisation : VNF (photo de 2004).

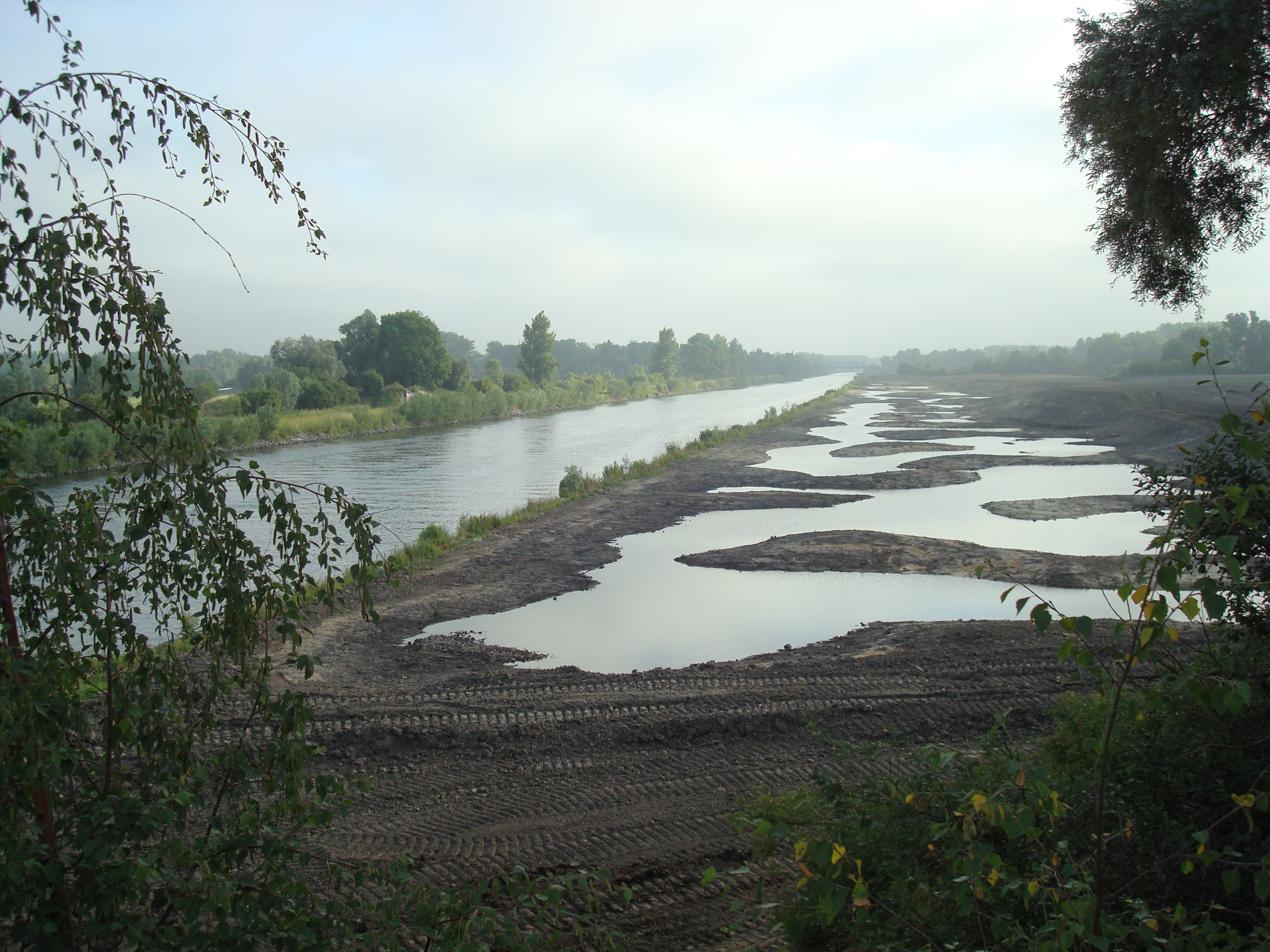
Des berges lagunées ont été créées (2010) par VNF (Voies navigables de France), en guise de mesure compensatoire à la mise à grand gabarit de l'Escaut dans le nord de la France.

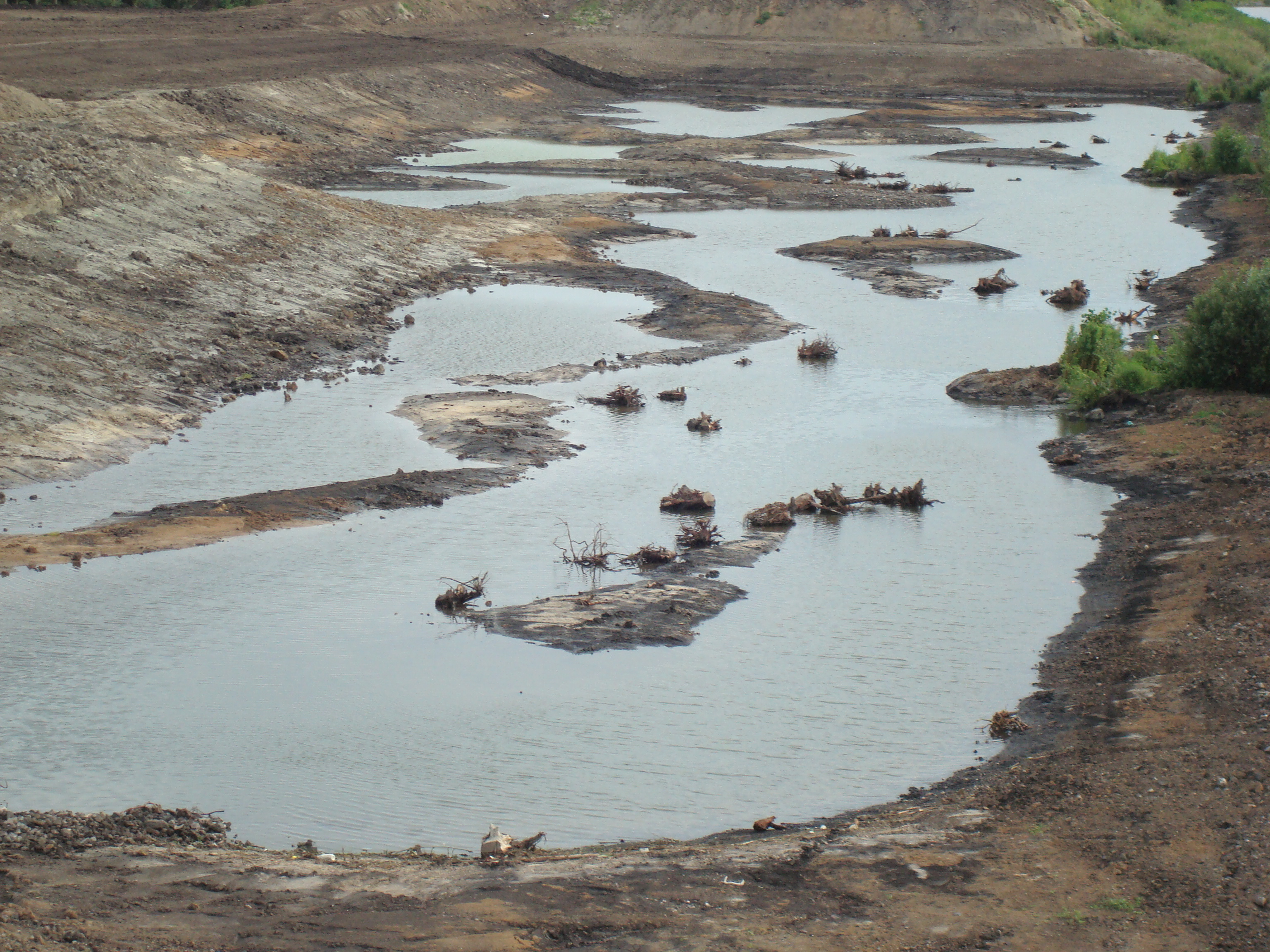
Le lagunage lors de sa construction a été structuré formes complexes et méandres de manière à allonger l'écotone eau-sol et à mieux épurer l'eau de l'Escaut. Les pentes très faibles défavorisent l'installation du rat-musqué ou du ragondin

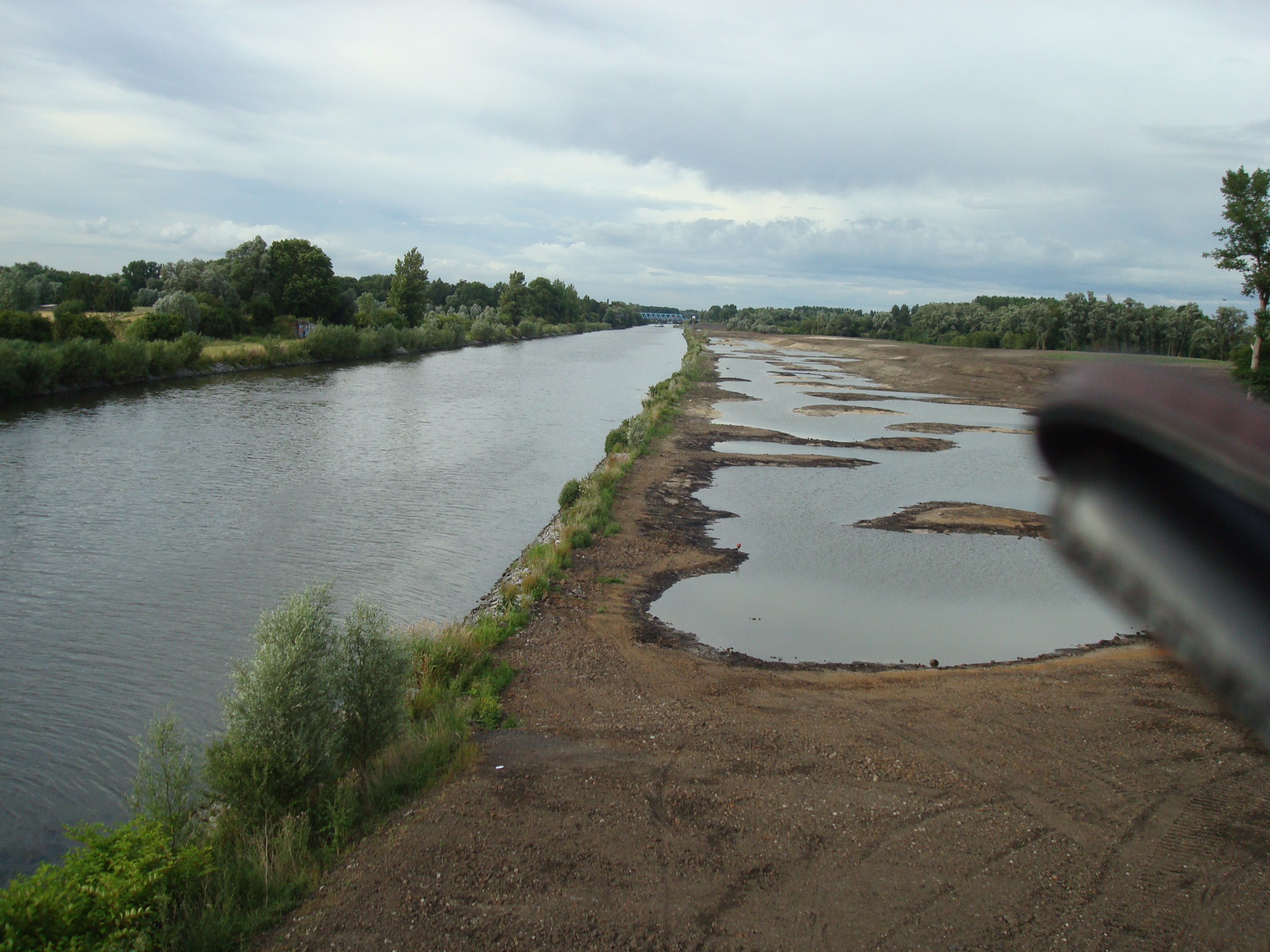
Ce lagunage est alimenté en eau par l'Escaut lui-même ; passivement en l'absence de trafic ou plus "activement" lors du passage de chaque péniche (qui produit une vague avec surpression puis dépression).

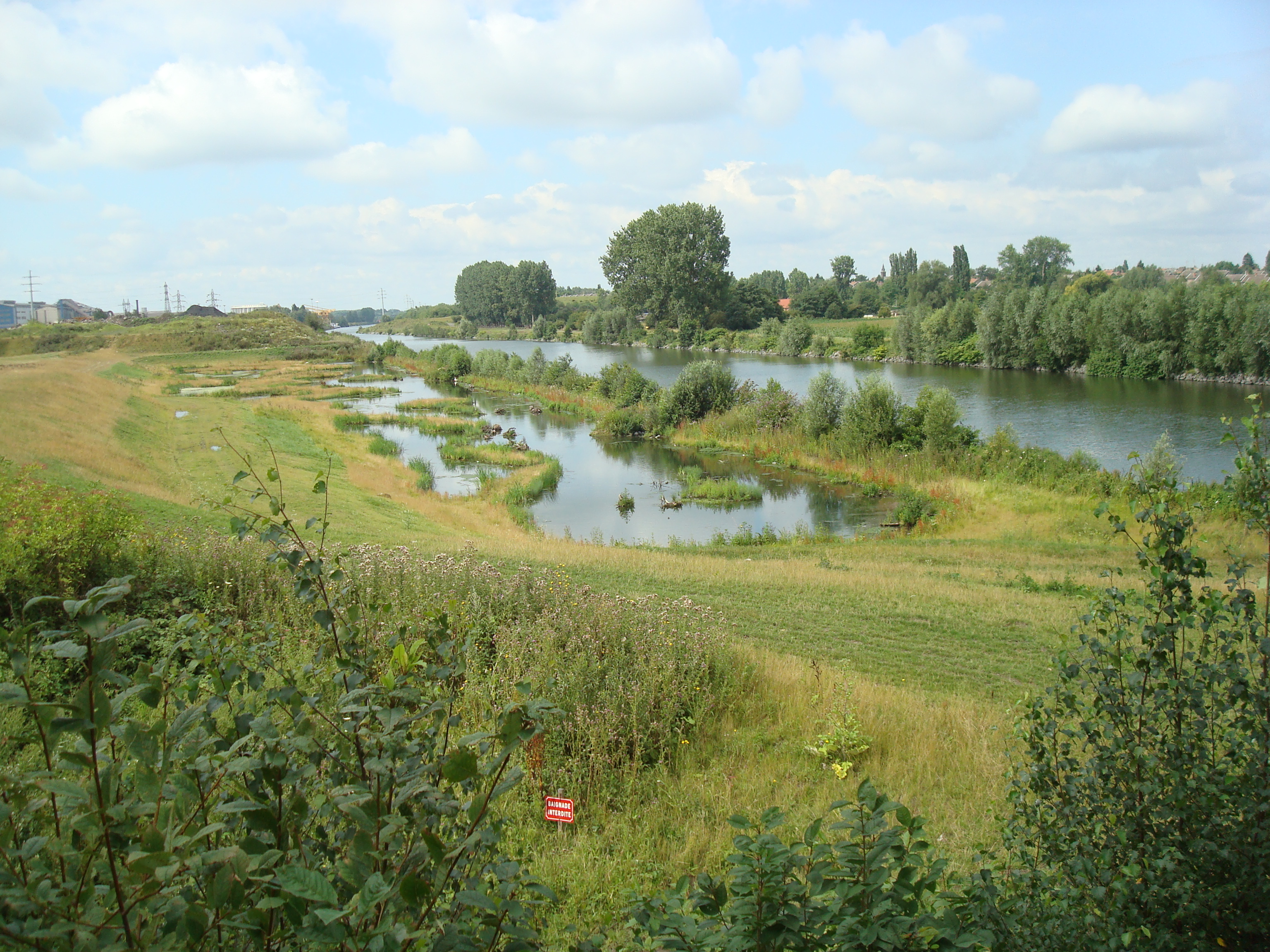
Cette berge lagunée compense la forte artificialisation des berges du fleuve canalisé.

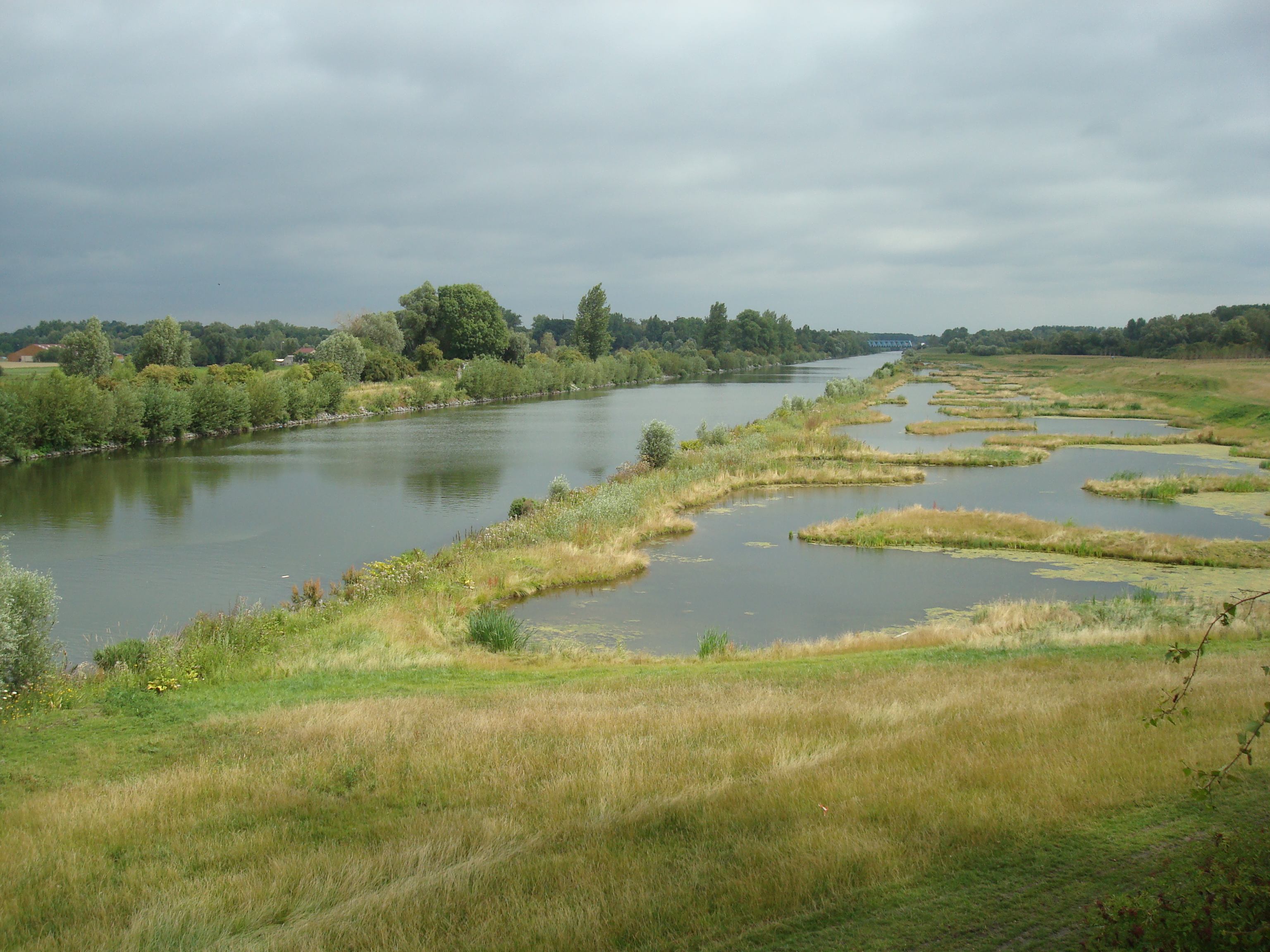
Berges lagunées après un an d'installation de la végétation. Outre son intérêt écologique, ce lagunage a un intérêt paysager évident. La promenade ou d'autres activités liées à l'eau peut toutefois y être source de dérangement pour les oiseaux ou d'autres animaux.

Le lagunage ou marais artificiel est une technique naturelle d’épuration des eaux fondée sur la déseutrophisation. Le principe est de recréer des milieux ou des bassins « tampons » dans lesquels les eaux usées ou polluées vont transiter, avant d'être rejetées dans le milieu naturel. Les phénomènes d'autoépuration des eaux (service écosystémique) se font ainsi dans ces bassins, de petite ou grande surface, préservant le reste du milieu naturel (lac, rivière) des conséquences néfastes des pollutions et des effets négatifs de certains phénomènes d'autoépuration (la dégradation de la matière organique par les micro-organismes aérobies entraîne une chute du taux d’oxygène dissous pouvant asphyxier la macrofaune et la microflore aquatique).

## Description
Le lagunage consiste à établir un écoulement lent par gravité des eaux usées ou polluées dans plusieurs bassins de rétention ou milieux tampons peu profonds, en éliminant si besoin le risque d’infiltration dans les eaux souterraines. Pour cela, les bassins peuvent être rendus étanches par la mise en place d'une géomembrane synthétique, ou plus rarement par une couche d'argile compactée.

### Fonctionnement
Comme dans toute station d'épuration collective, l'eau usée est généralement prétraitée au préalable par un dégrilleur (élimination des déchets solides grossiers de type bouteilles, branches, etc.) et éventuellement un dégraisseur/dessableur (décanteur et insufflateur d'air, dimensionnés pour des vitesses ascensionnelles rapides et permettant la décantation du sable et la flottation des graisses).
Un lagunage fonctionne en partie comme une zone humide naturelle, en valorisant les services écosystémiques fournis par les espèces qui dans la nature recyclent naturellement les nutriments et contribuent à réduire et épurer les matières organiques et minérales en suspension, à les épurer tout en améliorant les conditions thermohygrométriques locales via l'évaporation et l'évapotranspiration. Il permet l'adsorption et/ou la biodégradation et la bioconcentration de certains polluants (phytoremédiation possible) et l'infiltration dans le sol d'une eau plus propre. Il régule les débits et réduit les quantités d'eau directement rejetée vers le réseau hydrographique. Dans les bassins bien ensoleillés, la photodégradation solaire joue aussi un rôle important.
Les premiers bassins sont des bassins à micro-organismes, où est biodégradée la matière organique contenue dans les eaux usées. Les UV solaires peuvent aussi contribuer à dégrader certaines molécules synthétiques ou naturelles toxiques.
L'eau transite ensuite dans des bassins moins profonds, qui servent à traiter l'azote (généralement transformé en nitrates lors de la dégradation de la matière organique par les micro-organismes) et du phosphore. La photosynthèse favorise le développement de microphytes (planctons, algues) qui consomment de l'azote et du phosphore.
Il est possible d'optimiser le fonctionnement d'une lagune en la plantant dans une troisième zone (lagunage tertiaire parfois aussi dit « zones de rejets végétalisées ») de macrophytes (iris, roseaux, joncs...). Ces derniers assurent une oxygénation complémentaire des sédiments, et absorbent une partie des éléments minéraux issus de la dégradation de la matière organique pour leur croissance. Ce milieu imite le marais et peut contenir des arbres (saules, aulnes adaptés à l'eau) ; elle sert de traitement de finition en sortie d'une filière intensive de type boues activées, afin d’affiner les performances de traitement, dans les cas où c'est nécessaire (présence de sites classés ou zones sensibles, performances exigées sur le paramètre phosphore ou sur les micro-organismes pathogènes). L'eau qui sort de ce système est conforme aux normes de la directive 91-271 du 21 mai 1999 concernant les paramètres d'épuration : DCO, DBO, MeS, Pt, Nk... Un lagunage tertiaire présente éventuellement aussi un intérêt écopaysager. Les premières lagunes d'épuration étaient généralement rectangulaires, mais des formes plus naturelles et paysagées sont de plus en plus fréquentes ; elles s'intègrent bien dans les approches dites d'économie circulaire. Les roselières peuvent être récoltées, de même que les arbres, éventuellement selon des modalités de type taillis à courte rotation.
Le fonctionnement d'une lagune peut être optimisé également par la mise en œuvre de brasseurs d'eau ou d'aérateurs dans les premiers bassins, ce qui favorise la recirculation de l'eau. Dans ce cas, on parle de lagunage à haut-rendement ou de lagunage aéré.
Cette technique présente la caractéristique de nécessiter une surface importante de 12 m2/EH (Équivalent habitant) d'eau en moyenne, voilà pourquoi on lui attribue la propriété extensive. Le temps de séjour doit être élevé (minimum 30 jours, voire plus). Les boues se concentrant sur le fond et intervenant dans la biologie du système ne doivent être évacuées qu'après quelque 5 à 10 années.
Une lagune peut traiter à part entière les eaux usées, pour de petites collectivités de l'ordre de 100 à 1000 Équivalents-Habitants, mais certaines villes moyennes comme Rochefort ou Mèze ont mis en œuvre ce procédé, même s'il a fallu pour cela aménager des surfaces importantes.
Les bassins peuvent être constitués de terre argileuse, pourvus de talus ayant une pente d'un tiers. Une protection contre l'infiltration dans les eaux souterraines est parfois nécessaire, les fonds et les remblais doivent alors être colmatés ou protégés par une couche étanche artificielle.
Recherche : En France, à Bègles (Gironde) un projet « Biotrytis » (1 775 000 € sur 3 ans) géré par Irstea vise à comparer et améliorer l'efficacité de différents types de Zones de rejets végétalisées ou ZRV (fossés, prairies, boisements humides) pour éliminer les nutriments dans l'eau dont l'azote et le phosphore et les micropolluants comme les pesticides et les résidus médicamenteux (250 micropolluants seront recherchés).

### Entretien hebdomadaire
Pour que le système fonctionne au mieux, il est nécessaire d'effectuer chaque semaine un nettoyage des pré-traitements, une tonte régulière des abords, et une surveillance de l'ensemble de la station.

### Entretien annuel
Pour éviter toute contamination de l'eau, il faut faucarder les macrophytes chaque année, en automne. C'est l'un des principaux postes d'entretien des stations de lagunage.
Il faut également prévoir, tous les 5 à 10 ans, l'élimination des boues accumulées au fond de la lagune : c'est l'opération de curage. Deux techniques sont envisageables. La première, la plus usitée, consiste en la vidange de la lagune suivie du raclage des sédiments, à l'aide d'un engin de chantier par exemple. Elle nécessite toutefois la mise en place d'un bypass des eaux usées le temps du raclage. La seconde, non invasive, consiste en un pompage des boues par l'intermédiaire d'un radeau qui se déplace en surface de la lagune. Cette méthode ne nécessite pas de modifier le fonctionnement habituel de la lagune.

### Exemple de Rochefort
À Rochefort en Charente-Maritime se trouve la seconde plus vaste station de lagunage en Europe, après celle de Kunheim ouverte en 2016. Elle se situe en bordure de la Charente. Chaque année, des milliers d'oiseaux viennent se poser sur les bassins de cette station. Ce centre de traitement écologique a aussi pour but de traiter les eaux usées de la ville de Rochefort grâce au processus du lagunage. Après un premier traitement physique décomposé en 4 phases, l’eau décantée va subir un traitement biologique. Celui-ci consiste en la circulation de l’eau dans plusieurs lagunes ré-oxygénées grâce à l’action du vent et du soleil.
Les trois bassins de la station servent aussi de reposoirs aux oiseaux aquatiques et constituent de merveilleux réservoirs de nourriture en toutes saisons. Ainsi, fuligules milouins, foulques et grèbes bénéficient de l’abondance du plancton et de la tranquillité du site.

## Types des bassins
Une fois les trois étapes du prétraitement achevées, l'eau est conduite vers le premier bassin de lagunage naturel. Il existe différents types de bassins et, selon la charge polluante, on distingue :

### Bassin aérobie (bassin facultatif)
C'est une lagune qui favorise la croissance des micro-organismes (bassin microphytes) aquatiques, comme les algues et les hétérotrophes, qui font dégrader la matière organique présente dans l'eau. Sa profondeur ne doit pas dépasser 2 mètres afin de préserver les conditions aérobioses ; en revanche, son volume dépend principalement de l'estimation du débit d'eau usée reçu.
On maintient l'oxygénation du milieu, pour favoriser la dégradation de la pollution de l'effluent et des matières organiques présentes dans l'eau, par des organes d'aération qui assurent aussi le mélange du milieu.

#### Dimensionnement du bassin
Les formules pour dimensionner ces bassins sont :
1) V = Q × Ts
avec
V : volume (m3)
Q : Débit (m3/jour)
Ts : temps du séjour (jours)
2) S = Q × x0/Cs
avec :
S= surface (m2)
x0 : concentration en substrat en entrée (kg de DBO/m3 avec DBO = demande biologique en oxygène)
Cs : charge organique superficielle limite d'une lagune (kg de DBO/m2/jour)
3) Maintenant, la valeur de la hauteur de bassin peut être déduite :
H = V / S
H : hauteur (m)

### Bassin anaérobie
Lors de l'arrivée au deuxième bassin, les phytoplanctons (bassin microphytes) se développent et produisent de l'O2. L'objectif ici est l'élimination des micro-organismes pathogènes.
Sa profondeur peut aller jusqu'à 5 mètres, pour favoriser la croissance des organismes anaérobies, ce qui conduit à une grande prolifération des algues. 
Dans les bassins de lagunage à microphytes, les plantes présentes sont des algues de petite taille et des phytoplanctons, qui jouent le même rôle que les macrophytes mais pour des matières de petite dimension. Cette épuration est basée sur la symbiose entre les algues et les bactéries.

### Bassin de maturation (bassin de clarification)
Les zooplanctons se développent dans le troisième bassin de lagunage naturel (bassin macrophytes). Ils se nourrissent des phytoplanctons de l'ancien bassin .
Les macrophytes sont des plantes qu'on peut observer à l’œil nu, aux caractéristiques très variables, immergées ou émergées, avec ou sans racine.
Sachant que, à cette étape, la charge polluante est réduite et pour laisser les rayons qui traitent les eaux passer à travers les différentes profondeurs, il est nécessaire d'avoir des surfaces et des profondeurs plus faibles, pour répondre à nos besoins.

## Organismes utilisés
Les organismes participant aux processus d'épuration, en particulier les bactéries et les algues, sont classés selon leur activité en organismes hétérotrophes et organismes autotrophes.
Le premier bassin est la lagune à microphytes où l’on trouve les bactéries et les algues microscopiques. La minéralisation de la matière organique soluble en suspension est assurée par les bactéries aérobies, elles la transforment en eau, gaz carbonique, nitrates et phosphates. Ces composés simples vont être assimilés par les algues qui, grâce à la lumière du soleil, vont effectuer la photosynthèse pour assurer leur métabolisme et libérer de l’oxygène essentiel pour la vie des bactéries aérobies dans la lagune. La matière organique sédimentant au fond des bassins (décantation) est dégradée par les bactéries anaérobies selon le processus de fermentation anaérobie produisant la minéralisation des boues et des dégagements gazeux (azoté) fixés pour certains par les algues. Les eaux restent environ 50 jours dans le bassin à microphytes.
Les lagunes à macrophytes constituent le plus souvent le deuxième et le troisième bassin (s’il y en a trois). Il y vit en plus des algues macroscopiques et des plantes aquatiques capables d’absorber des substances inorganiques notamment les formes minérales de l’azote et du phosphore, l’ammonium, le nitrate, l’o-phosphate et de les mettre en valeur. Les plantes aquatiques fixent également les sels minéraux pour leur croissance, il se développe alors des micro-organismes qui se nourrissent des plantes elles-mêmes. L’apparition de zooplancton (daphnie, cyclopes…) permet d’améliorer la filtration de l’eau. Il s’établit ainsi des chaînes alimentaires entre les bactéries, le phytoplancton, le zooplancton et les végétaux. Les eaux restent environ 40 jours dans ce type de lagune.
Le lagunage est placé au niveau D en matière d’impact des rejets sur le milieu récepteur, en accord avec les quantités minimales suivantes :
- matières en suspension totales (MES) : 180 mg/l ;
- demande chimique en oxygène (DCO) : 120 mg/l ;
- demande biologique en oxygène en 5 jours (DBO5) : 40 mg/l.

On constate aussi une grande efficacité sur la réduction des concentrations en phénols, hydrocarbures, détergents et engrais dans les eaux en sortie de lagunage. La longue exposition des eaux aux rayons ultraviolets du soleil permet de réduire considérablement le nombre d’agents pathogènes l'été (bactéries, virus et parasites...), ce qui justifie l'intérêt de la filière si le rejet des eaux traitées est effectué dans une zone de baignade naturelle.

## Énergie nécessaire
Une puissance de 20 W/m3 permet que l'ensemble des boues reste en suspension et soit transporté avec l'effluent. Si un recyclage des boues provenant de la décantation secondaire est prévu, l'installation est alors une installation à boues activées avec de grandes durées d'aération.
Le plus répandu est le lagunage mixte. Une puissance de 3  à   4 W/m3 suffit alors pour faire circuler et alimenter en oxygène la totalité de l'eau. Mais dans ce cas, la boue se dépose au fond et agit sur les matières nutritives ramenées au-dessus d'elle, comme une boue fixe, avec action biologique aérobie, analogue au film biologique du lit bactérien. La puissance la plus réduite peut être atteinte avec l'utilisation de turbine lente de grand diamètre qui ont une excellente capacité de mélange. De nouvelles turbines solaires existent aussi et permettent de supprimer totalement la consommation d'énergie au réseau. De cette manière, on retrouve des lagunes non connectées au réseau mais qui disposent des avantages des lagunes aérées.
Le lagunage naturel comme procédé d’épuration des eaux est conseillé pour des stations ayant une capacité de 250 à 1500 éq-hab (mais peut se rencontrer de 100 à 2000 éq-hab). Le lagunage aéré est conseillé de 400 à 2000 éq-hab (mais peut se voir de 200 à 3000 éq-hab).

## Avantages et inconvénients

### Avantages
Le lagunage naturel présente de nombreux avantages par rapport aux procédés traditionnels :
- Excellente élimination de la pollution microbiologique ;
- Faibles coûts d'investissement et de fonctionnement ;
- Très bonne intégration paysagère, voire écopaysagère ;
- Valorisations aquacole et agricole possibles de la biomasse de plancton produite (et des effluents épurés) ;
- Contribue au développement et à la diversification de la flore locale, ainsi qu'à la protection de la faune et de la biodiversité[2], tout en améliorant les microclimats estivaux (par l'évapotranspiration des hydrophytes[10] ou des arbres utilisés en épuration tertiaire quand c'est le cas).

### Inconvénients
- Grande emprise foncière
- Contraintes possibles s'il y a la nécessité d'imperméabiliser le sol.
- Variation saisonnière de la qualité de l'eau en sortie.
- Forte évaporation, problématique en climats désertiques.
- N'apprécie pas les grandes pollutions ponctuelles et les pollutions chimiques.
- En cas de mauvais fonctionnement, risque d'odeurs.
- Veiller à ne pas atteindre l’état de putréfaction.

## Histoire

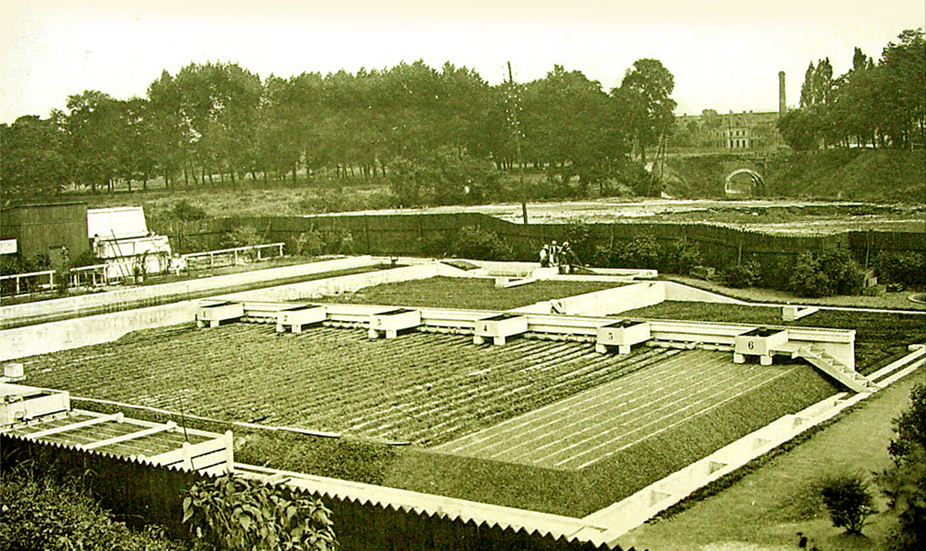
Lagunage expérimental du Calmette, Lille, vers 1900-1910.

Dès 1901, la ville de San Antonio au Texas aménagea un lac artificiel de 275 hectares destiné à l’épuration des eaux usées. Dans les années 1920, le lagunage se développa largement de par le monde, notamment aux États-Unis, au Canada, en Australie, en Suède et en France, où il était déjà utilisé depuis des siècles, mais son optimisation et la mesure scientifique de ses performances ne datent que du début du XXe siècle, avec par exemple les études du professeur Albert Calmette à Lille (photo ci-contre).
En 1960, en Californie, la première lagune à haut rendement fut construite ; elle mettait en jeu la culture intensive d’algues. Aujourd’hui, on trouve des bassins d’épuration écologique dans plus de 50 pays du monde et leur nombre augmente tous les jours.